# エチカ (商業施設)
エチカ (Echika) は、東京地下鉄（東京メトロ）子会社のメトロプロパティーズが運営するエキナカ商業施設（地下街）である。小規模な施設はエチカ・フィット（Echika fit）の名称となっている。

## 概要
東京メトロの「地下鉄の駅を便利に楽しく変える「EKIBENプロジェクト」の一環で開設された。表参道駅では多くのスペースが割かれている。
名称の由来は「駅」と「地下」の合成語で、みんなにとって「E（いい）」「chika（地下）」の2つの意味から「エチカ」となった。「Echika」の「E」には、「Excellent（エクセレント）」で「Exciting（エキサイティング）」という意味が込められ、優雅な印象を演出する意図があるとされる。
2012年4月現在、20 - 40店舗の大規模商業施設のEchikaとしては、東京都港区の表参道駅にある「Echika表参道」と豊島区の池袋駅にある「Echika池袋」が開業しており、6店舗の中規模商業施設のEchika fitとしては、台東区の上野駅にある「Echika fit上野」と、千代田区の東京駅（丸の内口）にある「Echika fit東京」が開業している。

## 店舗

### エチカ表参道
2005年（平成17年）12月2日グランドオープン。20代から40代の女性をターゲットとし、27の専門店から構成され、改札内外に店舗を展開している。面積は約1,300m2であり、日本の地下鉄駅構内の商業施設としては最大規模である。
2006年（平成18年）11月1日 - 「マルシェ・ドゥ・メトロ (MARCHE DE METRO) 」に「トスサラダ (Tossed Salad) 」がオープン。既存店「クレープシュクレ (Crepe Sucre) 」との入れ替わりで入店したもので、「クレープシュクレ」は「エチカ表参道」開業以来初の退店店舗となった。

#### ゾーン
- フードコート広場：MARCH DE METRO（マルシェ・ドゥ・メトロ）
- 美のゾーン：ESPACE BEAUT（エスパス・ボーテ）
- 和がテーマのゾーン：ESPACE JAPON（エスパス・ジャポン）
- 食のトレンドゾーン：ESPACE APPTIT（エスパス・アペティー）
- 最新のファッションゾーン：ESPACE MODE（エスパス・モード）

### エチカ池袋・エソラ池袋
東京地下鉄は、2007年3月28日に行われた株式公開見通しの発表の際に、同年12月にエチカの第2号として「エチカ池袋」を開業する予定である旨を発表したが、その後、開業時期は延期になった。
2009年3月26日に第1期として副都心線部を、同年11月27日に第2期として有楽町線部を、それぞれ開業すると発表した。
有楽町線部の開業の際には、隣接するビル型商業施設の「エソラ池袋」（Esola）も同時開業した。
20代から40代のカップルをターゲットとし、全40店の専門店（2009年4月現在、副都心線部）で構成されている。面積は約1,400m2。コンセプトは「池袋モンパルナス」。メトロとフランス・パリの親和性や「エチカ表参道」のイメージを継承し、芸術・文化の薫りが漂う街の玄関口として街との融合を目指している。

#### ゾーン
副都心線部（2009年3月26日開業）
- 食のトレンドゾーン：GOURCIEUX MARCHÉ（グルシュー・マルシェ）
- 最新ファッションゾーン：ESPACE MODE（エスパス・モード）
- 休息のゾーン：ESPACE PAUSE（エスパス・ポーズ）
- パサージュ空間：PASSAGE DE METRO（パサージュ・ドゥ・メトロ）

有楽町線部（2009年11月27日開業）
- アートの薫りがするゾーン：ESPACE ART（エスパス・アール）

### エチカフィット上野
2009年2月20日に開業した上野駅の中規模商業施設。全6店舗。
元々は1930年に当時の東京地下鉄道が開業させた「地下鉄ストア」までその歴史を遡ることができる。その後、1988年には当時の帝都高速度交通営団（営団地下鉄）が新たに展開を始めた駅構内店舗・メトロピアの第1号となった。2009年に「Next Metro Store『次世代型の駅チカ』」をコンセプトにリニューアルを行い、現在の業態となっている。

### エチカフィット東京
2012年2月20日に開業した東京駅の中規模商業施設。全6店舗。
東京駅の丸の内側にある丸ノ内線中央改札口の南側通路部分（丸ビルと新丸ビルの中間付近）に開設された。

### 開業予定の店舗
- エチカフィット永田町（永田町駅）[6][7]
- エチカフィット銀座（銀座駅）[7]

## マスコットキャラクター
「エチカ表参道」のマスコットキャラクターは「エチカちゃん」で、白いウサギが擬人化されたものである。基本的にすべての広告や構内の装飾に使われており、「エチカ」オープン記念として発売されたパスネット（SFメトロカード）にも掲載された。これらのビジュアルでは、ぬいぐるみを写真撮影したものが掲載されている。
「エチカちゃん」は、人々を地上の街から地下のショッピング街（エチカ）へ案内するウサギの女の子という設定で、「エチカちゃん」が人々を「エチカ」に案内できるようになった経緯は、絵本『Echika〜生まれた時のこと〜』で紹介されている。
ルイス・キャロルの童話『不思議の国のアリス』で主人公のアリスを不思議の国へと導いた白ウサギがモチーフとなっている。ただし時計や洋服は身に付けておらず、東京メトロのシンボルマーク「ハートM」が入った斜めがけ鞄だけを携帯している。
実際の「エチカちゃん」のぬいぐるみをデザイン・制作したのは造型作家のToyFieldであるが、設定上は「動いて話すぬいぐるみを作れるエミリアおばさん」が作ったとされている。